# Johann Adam Liebert

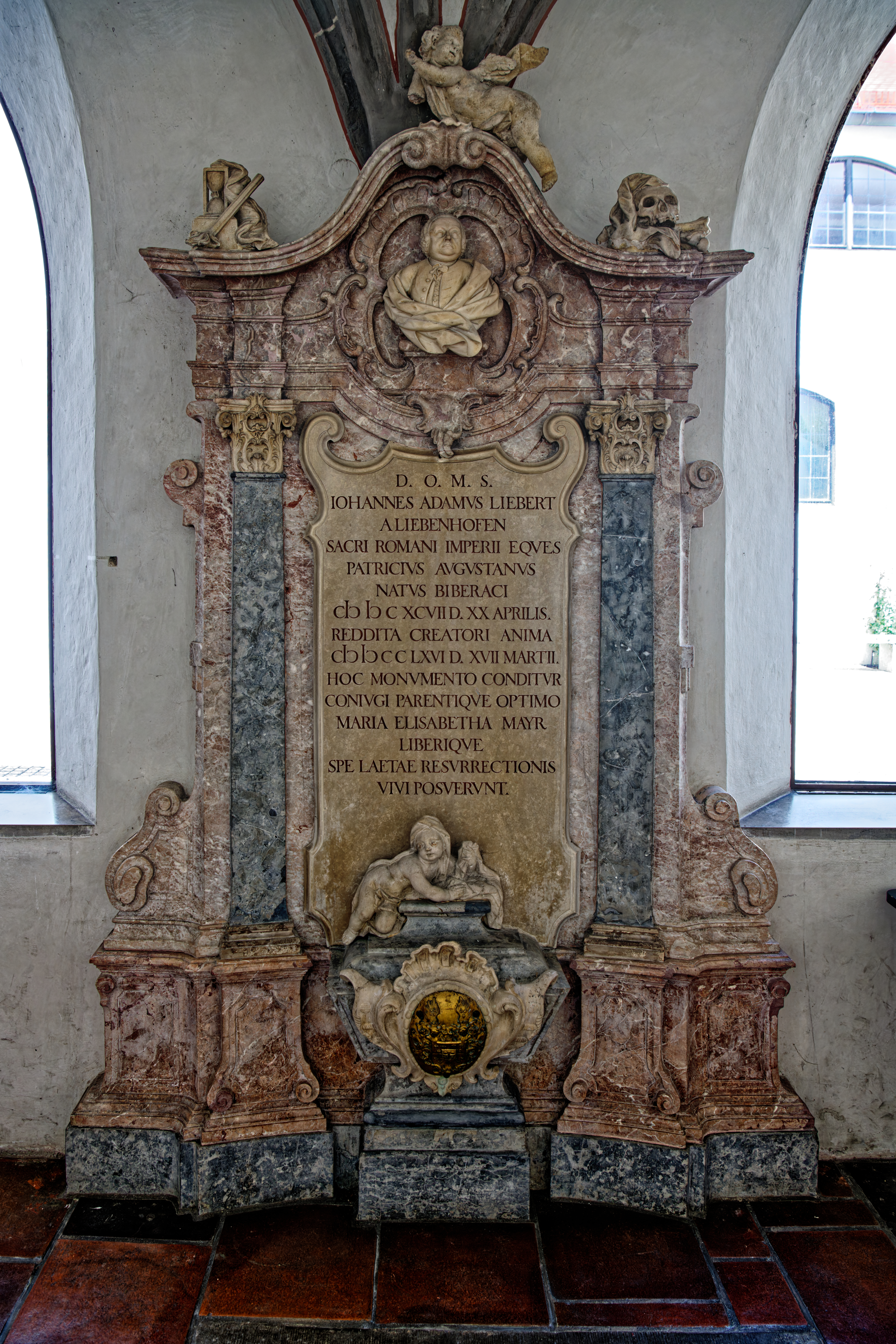
Epitaph in der Pfarrkirche St. Anna

Johann Adam Liebert, seit 1763 Edler von Liebenhofen (* 20. April 1697 in Biberbach an der Riß; † 16. März 1766 in Augsburg), war ein Augsburger Bankier, Juwelier und Silberhändler der in den Reichsritterstand erhoben wurde.

## Leben
Johann Adam Liebert wurde am 20. April 1697 in der Reichsstadt Biberbach als Sohn des dortigen Handelsherren Johann Liebert und dessen Ehefrau Sabina Susanna geborene Morell aus Ravensburg geboren. Schon in Biberbach legte er die Grundlage zu seiner Handlungswissenschaft. Später ließ sich Liebert in Augsburg nieder, wo er als Silberhändler eine bedeutende Wechselhandlung aufbaute und die kaiserliche Münze in Günzburg belieferte. Als Silberlieferant pflegte er gute Beziehungen an den Wiener und den Münchner Hof. Innerhalb kürzester Zeit brachte es Liebert zu enormem Wohlstand. Er erhielt das Augsburger Patriziat und wurde 1763 mit dem Prädikat Edler von Liebenhofen in den erblichen Reichsritterstand erhoben. Liebert starb am 16. März 1766 im Alter von nicht ganz 69 Jahren.

## Familie
Johann Adam Liebert heiratete am 17. November 1727 Maria Elisabeth Mayer (* 1702; † 1771), die Tochter des Augsburger Handelsherren Benedikt Mayer. Sie wurde Mutter von sieben Kindern, von denen drei überlebten:
- Benedikt Adam Freiherr Liebert von Liebenhofen (* 3. Januar 1731; † 30. August 1810); ⚭ 30. Januar 1758 Katharina Barbara Laire.
- Regina Elisabetha Liebert von Liebenhofen (* 1. April 1732); ⚭ 13. Mai 1755 Johann Niklas von Garb, Edler von Gibelli.
- Susanna Sabina Liebert von Liebenhofen (* 30. Juni 1742); ⚭ 1. Juni 1761 Max Balthasar Gullmann, Juwelier.